# Kathedrale von Wells

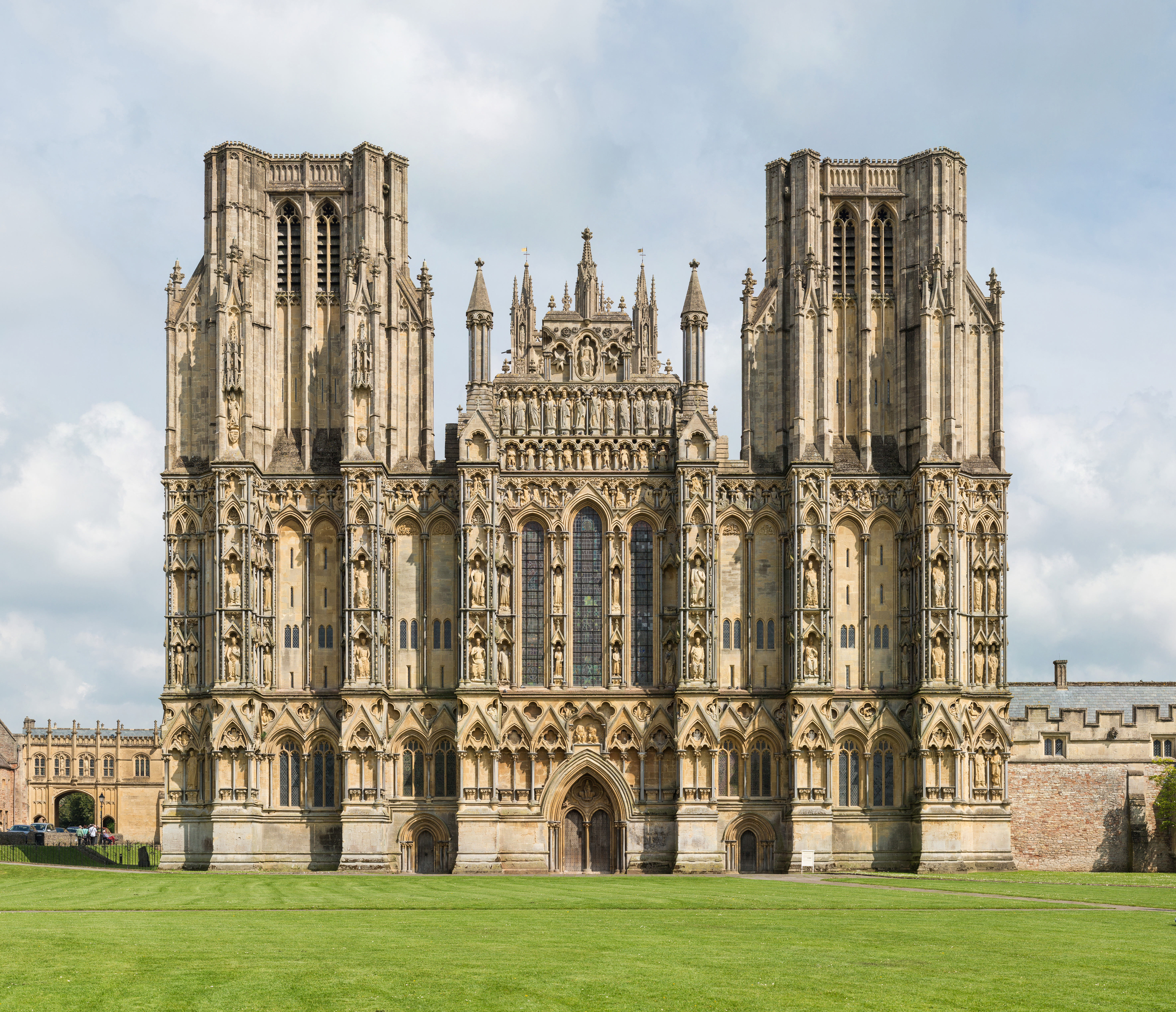
Die um 1260 vollendete Westfassade

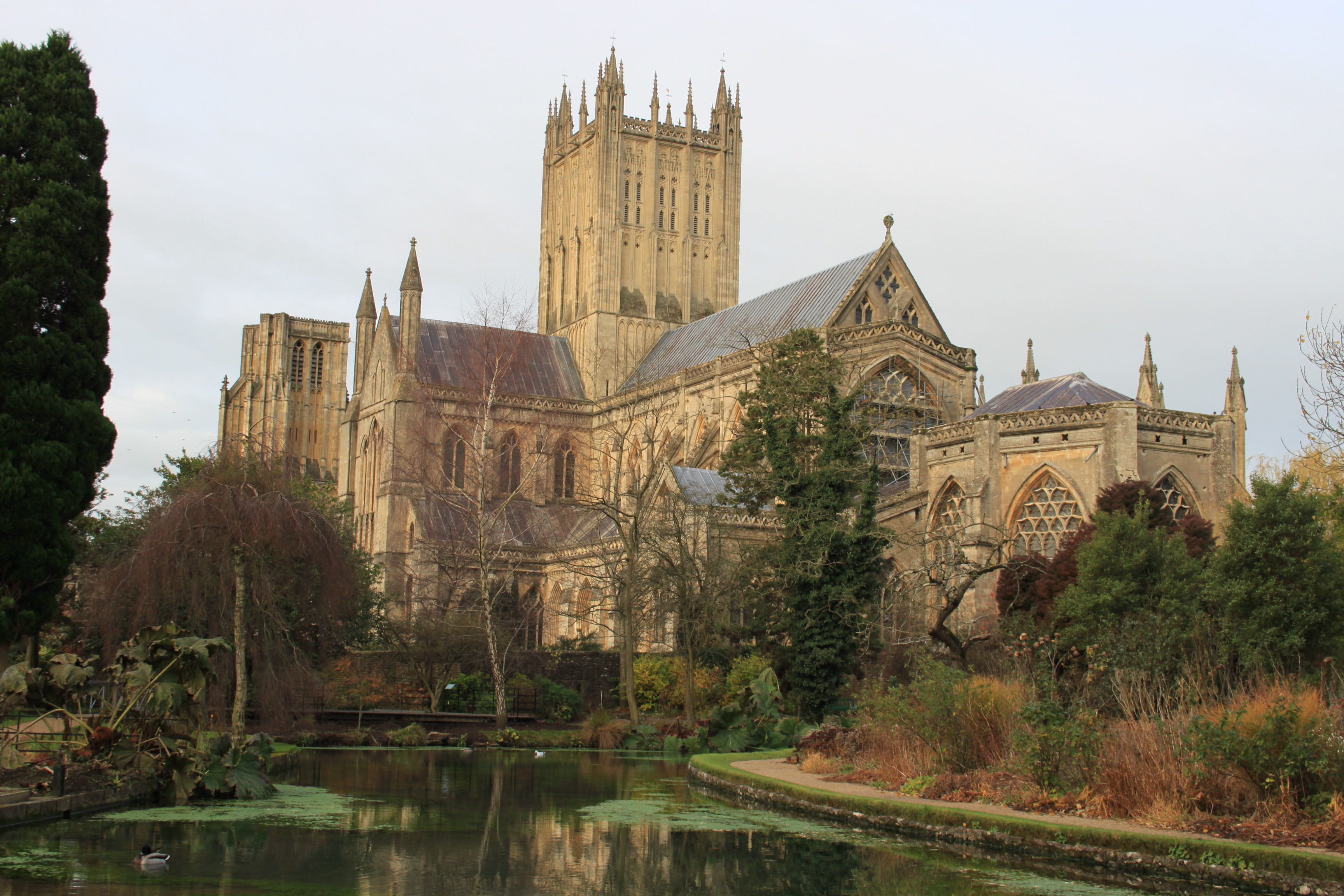
Die Kathedrale von Südosten

Die Kathedrale von Wells, offiziell The Cathedral Church of St Andrew, ist eine anglikanische Kathedrale in der englischen Stadt Wells in Somerset. Sie ist die Bischofskirche der Diözese Bath und Wells. Ab Ende des 12. Jahrhunderts als römisch-katholische Kathedrale erbaut, ist sie dem Apostel Andreas geweiht.

## Geschichte des Standortes
Das Wort „Wells“ bedeutet „Quellen“ und die Kathedrale steht dementsprechend in einer wasserreichen Landschaft.
Die frühesten Überreste eines Gebäudes auf dem Gelände stammen von einem spätrömischen Mausoleum, das bei Ausgrabungen im Jahr 1980 entdeckt wurde. 705 wurde von Aldhelm, dem ersten Bischof der neu gegründeten Diözese Sherborne, während der Herrschaft von König Ine von Wessex, eine Abteikirche errichtet und dem heiligen St. Andreas geweiht und an der Stelle des Kreuzganges der heutigen Kathedrale stand, wo einige ausgegrabene Überreste zu sehen sind. Das Taufbecken im südlichen Querschiff der Kathedrale stammt aus dieser Kirche und ist der älteste Teil des heutigen Gebäudes. Im Jahr 766 unterzeichnete Cynewulf, König von Wessex, eine Urkunde, in der er der Kirche Ländereien übertrug. Im Jahr 909 wurde der Sitz der Diözese von Sherborne nach Wells verlegt. Der erste Bischof von Wells war Æthelhelm (909), der König Æthelstan krönte. Æthelhelm und sein Neffe Dunstan wurden beide Erzbischöfe von Canterbury. In dieser Zeit wurde ein Knabenchor gegründet, der die Liturgie sang. Die Gründung der Wells Cathedral School, die zur Ausbildung dieser Chorknaben gegründet wurde, wird auf diesen Zeitpunkt zurückgeführt, was jedoch umstritten ist. Nach der normannischen Eroberung verlegte Bischof John de Villula 1090 den Sitz des Bischofs von Wells nach Bath. Die Kirche in Wells, die nun keine Kathedrale mehr war, verfügte über ein Kollegium von Weltgeistlichen. Es wird angenommen, dass die Kathedrale um 1175 von Reginald Fitz Jocelin geplant und begonnen wurde. Erst unter Bischof Robert of Lewes kam Wells wieder zu Ehren. Von nun an wählten die Kanoniker von Wells und Bath zusammen den Bischof. Zwar wird die Abtei von Bath 1543 von Heinrich VIII. aufgehoben, aber der Bischof nannte sich weiter als „von Bath und Wells“.

## Baugeschichte

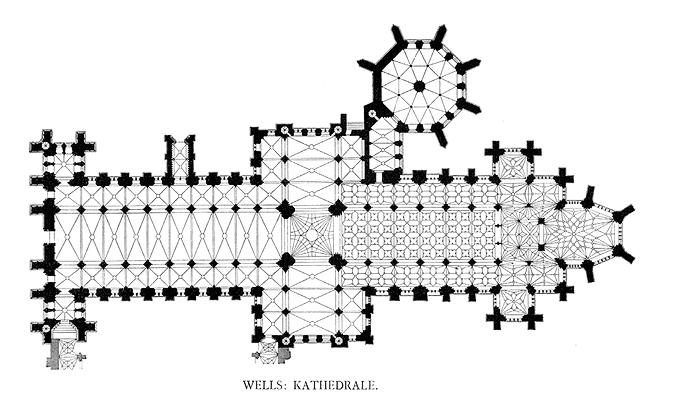
Grundriss der Kathedrale von Wells, ohne Kreuzgang (im Detail unzuverlässig, z. B. ist die Zugangssituation zum Kapitelsaal falsch)

Der Beginn der gotischen Baukunst in England wird allgemein mit dem Ostabschluss der Kathedrale von Canterbury 1175 angenommen, die eigentliche englische Gotik aber, das Early English, setzt mit dem Neubau der Kathedralen von Wells 1180 und Lincoln 1192 ein.
Wells ist die früheste gotische Kirche, die vollständig mit Spitzbögen ausgestattet ist. Sie ist neben der Kathedrale von Salisbury das Hauptwerk der englischen Frühgotik, enthält aber auch Teile aus hoch- und spätgotischer Zeit. Die gesamte Anlage ist sehr gut erhalten und bietet insgesamt „eines der vollkommendsten Bilder des ganzen europäischen Mittelalters“.
Mit dem Bau der heutigen Anlage wurde unter Bischof Reginald fitz Jocelin im ausgehenden 12. Jahrhundert begonnen (zwischen 1186 und 1191). Begonnen wurde mit den drei Westjochen des dreischiffigen Chores, dem dreischiffigen Querhaus, der Vierung und dem östlichen Joch des Langhauses. Unter Bischof Jocelin of Wells (1206–1242) wurde das Langhaus vollendet (1220–1239 Weihe). Den Rang einer „Kathedrale“ erhielt Wells erst 1245.
Der erste namentlich bekannte Architekt in Wells war Adam Lock; er starb 1229. Sein Nachfolger wurde Thomas Norrey.
Das Grundmuster besteht aus spitzbogigen Arkaden auf reich gegliederten kreuzförmigen Pfeilern mit 24 vorgelegten beziehungsweise eingestellten Diensten, die jeweils in Dreiergruppen geordnet sind. Dadurch erscheinen die Stützen sehr massiv. Das Triforium erscheint wie ein langes Band identischer Spitzbogenfolgen. Darüber folgt der Lichtgaden mit einem tiefen Laufgang und mit zwei weit außen sitzenden Fenstern in jedem Joch. Die Gewölbedienste setzen zwischen den Triforiumsbögen auf Konsolen auf, so dass insgesamt eine starke Horizontalwirkung entsteht. Das Gewölbe ist nicht mehr sechsteilig, sondern vierteilig.
Das Langhaus hat mit seinen zehn Jochen eine Länge von 113 Metern. Allerdings ist der Chor mit seinen sechs Jochen und einem eigenen Querschiff von ungefähr gleicher Größe. Die Existenz von zwei Querhäusern ist ein Kennzeichen englischer Bauten. Das Motiv stammt wahrscheinlich von der Abteikirche von Cluny in Burgund.

### Westfassade
Die Westfassade aus grauem Sandstein wurde als letzter Teil des frühgotischen Neubaus zwischen 1220 und 1240 in ihren unteren Teilen errichtet. Sie hat eine Breite 49 Metern und verfolgt damit ähnliche die Waagerechte betonende Prinzipien wie das Langhaus. Sie besitzt zwei niedrige, wie abgeschnitten wirkende Türme und sehr kleine Portale innerhalb eines übermäßig hohen Gebäudesockels.
„In Wells fand die englische Vorliebe für Fassaden, die wie große Gitterwände oder Retabel die Skulpturen zur Schau stellen, ihre großartigste Verwirklichung.“ Die Strebepfeiler zeigen in den zwei übereinander stehenden Figurennischen im Hauptgeschoß bedeutende Figuralplastik. Die gesamte Fassade war mit insgesamt 176 Figuren ausgestattet, der „reichste und schönste Figurenzyklus der englischen Gotik“. Erhalten sind 127 große Figuren. Es fehlen heute allerdings die Farbgebung und die Vergoldungen. Es sind noch Kugelspuren erhalten, die auf bilderstürmerische Aktionen reformatorischer Eiferer schließen lassen (die Zahl der Figuren an der Fassade schwankt in der Literatur, je nachdem ab welcher Größe sie mitgezählt werden. Man findet auch Angaben von ursprünglich 400 Figuren.).
Die Türme stehen nicht wie auf dem Festland über Seitenschiffjochen, sondern seitlich „neben“ dem Langhaus. Sie sind in dieser Form wahrscheinlich nicht gewollt, sondern blieben unvollendet. Man hat sich während der späteren Bauarbeiten stattdessen entschlossen, einen mächtigen Vierungsturm zu errichten.
Das Obergeschoss des Südturms wurde zwischen 1367 und 1386 unter Leitung des Architekten William Wynford gebaut. Dieser war einer der führenden Architekten seiner Zeit. Für den König war er außerdem in Windsor tätig, am „New College“ in Oxford und an der Winchester Cathedral.
Der Nordturm der Fassade folgte zwischen 1407 und 1427 unter Bischof Stafford (1425–43), ebenfalls nach Plänen Wynfords. Stafford hatte von seinem Vorgänger Bubwith eine testamentarische Verfügung übernommen, die ihm finanzielle Freiheit gewährte. Bubwith ist mit seinem Wappen auf diesem Turm vertreten, zu dem ursprünglich auch eine Figur gehörte.
Insgesamt wurde an der Vollendung der Fassade mit ihrem riesigen Skulpturenprogramm bis weit in die zweite Hälfte des 13. Jahrhunderts hinein gearbeitet. Danach entschloss sich das Kapitel, es den Vorbildern von Westminster, Salisbury und Lincoln gleichzutun und ein Kapitelhaus zu errichten.

### Kapitelhaus

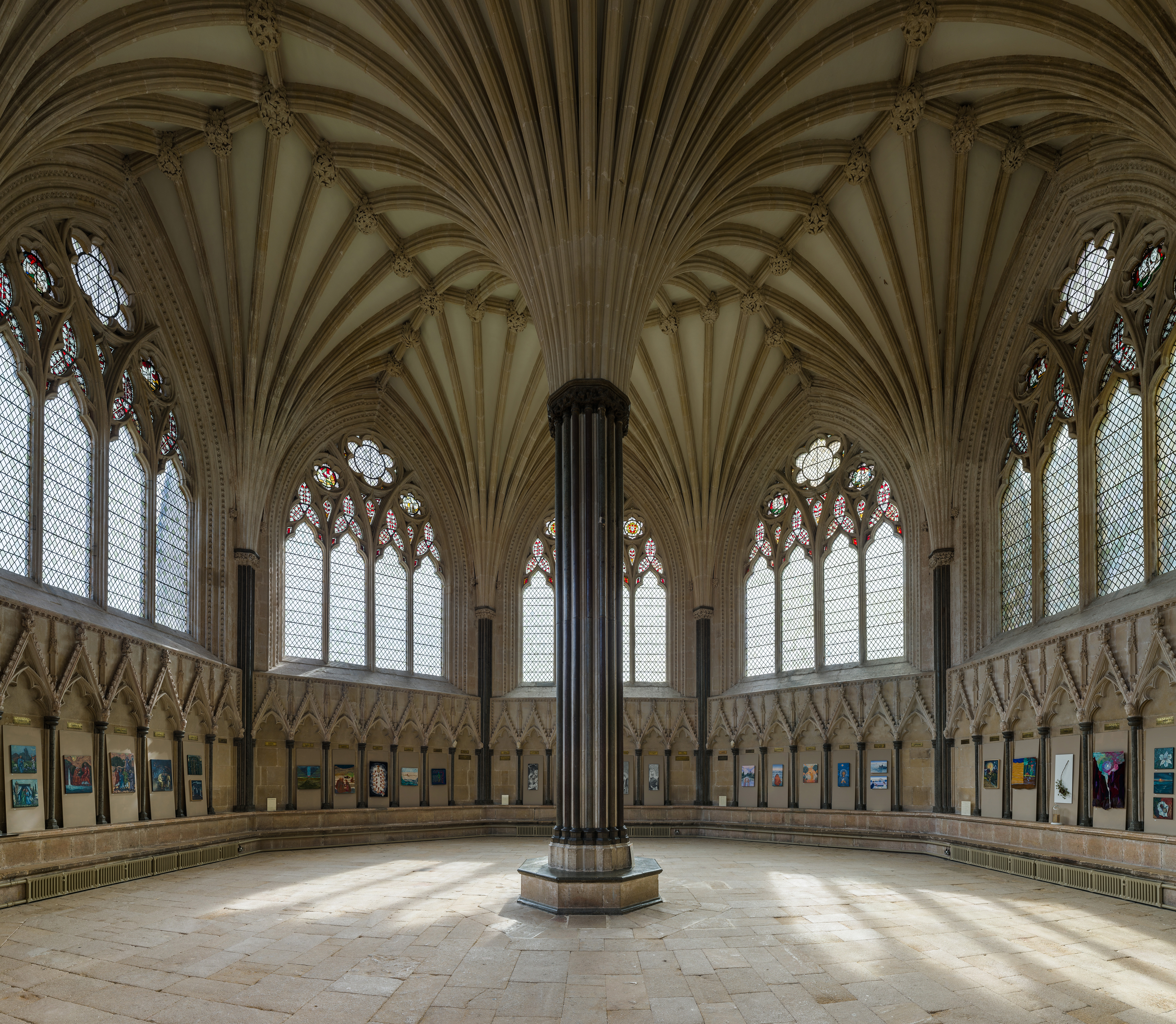
Kapitelhaus

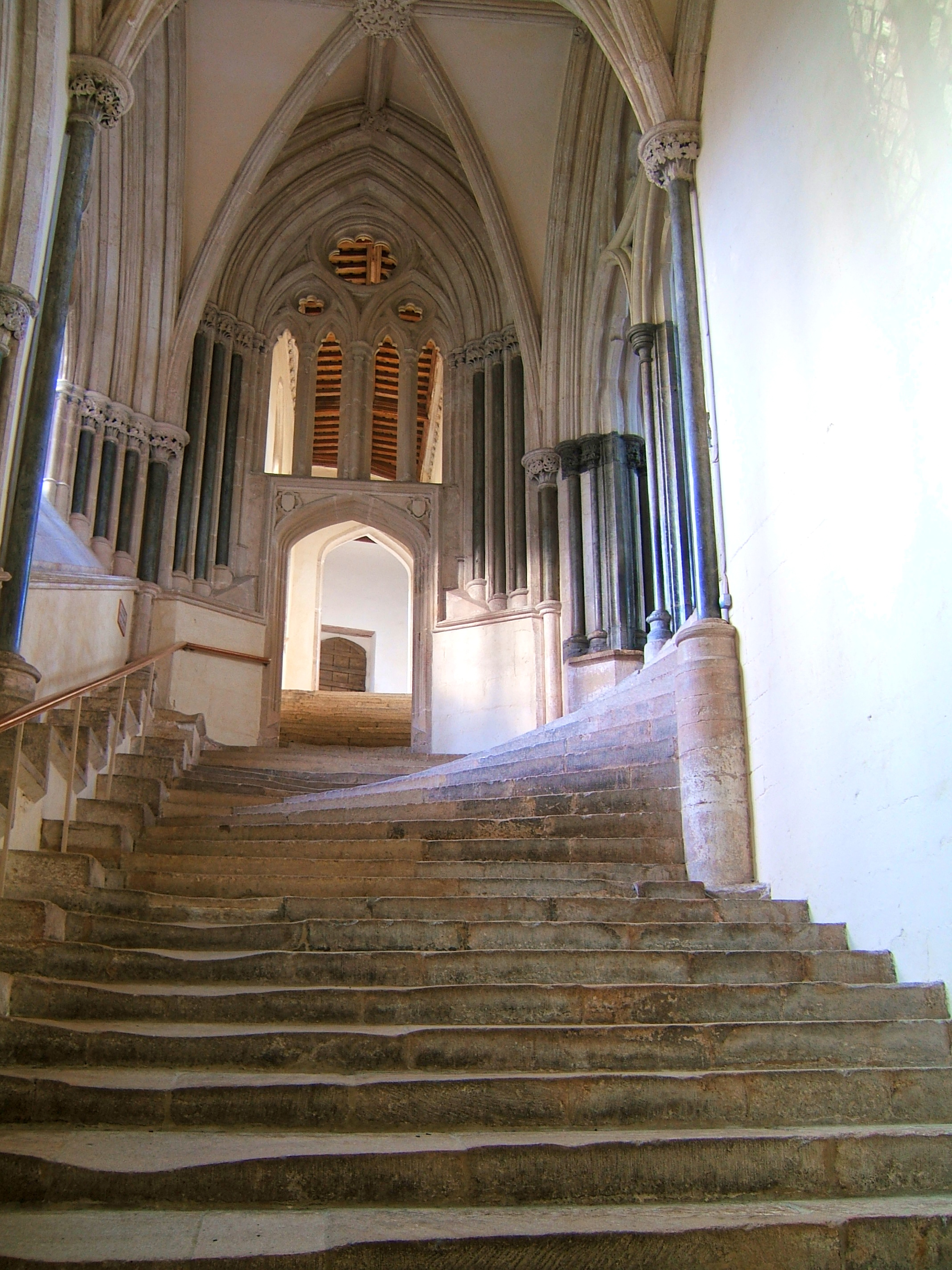
Treppe zum Kapitelhaus

Das Kapitelhaus (engl. Chapter House) ist vom nördlichen Chorseitenschiff über eine berühmte, häufig fotografierte, kunstvoll gestaltete Treppe zugänglich. Es ist – der Tradition gemäß – achteckig und ausnahmsweise zweigeschossig. Das Untergeschoss ist nach Art einer Krypta schlicht gestaltet und diente als Schatzkammer. Vollendet wurde es 1319. Der Mittelpfeiler ist mit 16 schlanken Diensten aus schwarzem Purbeck-Marmor umstanden, darüber erheben sich Fächer aus 32 Gewölberippen. Von jeder Polygonecke strahlen 11 Rippen aus, sodass der kleine Raum mit 44 Rippenpaaren, acht Radialrippen und einer im Achteck umlaufenden Scheitelrippe überwölbt ist.

### Retrochor
Der Retrochor – ein in englische Kathedralen oft vorhandener Chor hinter dem Chorraum des Altars – wurde zwischen 1320 und 1363 erbaut. Aus der gleichen Zeit stammt der Neubau der drei Ostchor-Joche (Presbyterium) und das Obergeschoss seiner westlichen Joche. Die Fenster zeigen sowohl das geometrische Zellenmaßwerk (um 1325) wie das Flammenmaßwerk (flowing tracery, um 1360), das seit etwa 1370 nach Frankreich übergreift, dort als „style flamboyant“ bekannt wird und sich ab circa 1400 über den ganzen Kontinent verbreitet.
Die Chorerweiterung war notwendig geworden, weil der Pilgerstrom sehr zugenommen hatte. Wells hatte mittlerweile einen eigenen „Heiligen“, Bischof William de Marchia, der 1302 gestorben war. Nach einem „heiligmäßigen“ Leben hatte die lokale Verehrung schnell zugenommen. 1318 waren die Pilgergaben an seinem Grab bereits eine wichtige Einnahmequelle der Abtei. 1324 bemühte sich die Abtei, William vom Papst als „Heiligen“ anerkennen zu lassen. Das wurde zwar abgelehnt, aber der lokale Heiligenkult ging weiter. Die einkommenden Gelder wurden in die Verbesserung des Vierungsturmes und vor allem in den Ausbau des Chores gesteckt.

### Lady Chapel
Man baute keine isolierte Lady Chapel (Marienkapelle), sondern man verband Retrochor und Lady Chapel insofern, als drei Seiten der Kapelle in den Chor hineinragen. Auch hier diente Salisbury als Vorbild. Bischof John Drokensford sorgte im beginnenden 14. Jahrhundert für einen Ausbau der Kathedrale. 1326 wurde die Lady Chapel unter Meister William Joyce vollendet. Der achteckige, jedoch nicht gleichseitige Bau wurde in der Mitte des 14. Jahrhunderts durch den Retrochor mit dem Hauptchor verbunden. Er hat ein Sterngewölbe. Berühmt ist das „Golden window“ von ca. 1330.
Es entstand „eine weitläufige Landschaft niedriger, hallenartigen Räume von zartester Gliederung und lichter Helligkeit“. Bemerkenswert ist die völlige „Vergitterung“ der Wände durch Stab- und Maßwerk. Die etwas höhere Marienkapelle springt nach Osten vor. Thomas of Whitney war der entscheidende Steinmetz der ersten Bauphase.

### Vierung

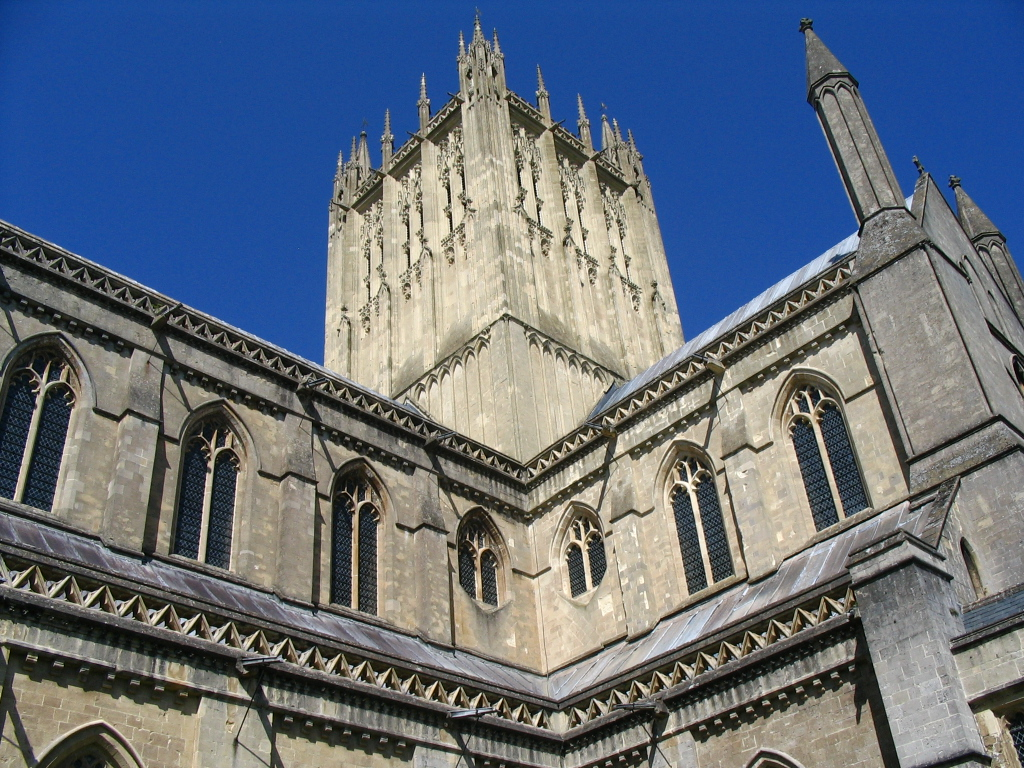
Der Vierungsturm

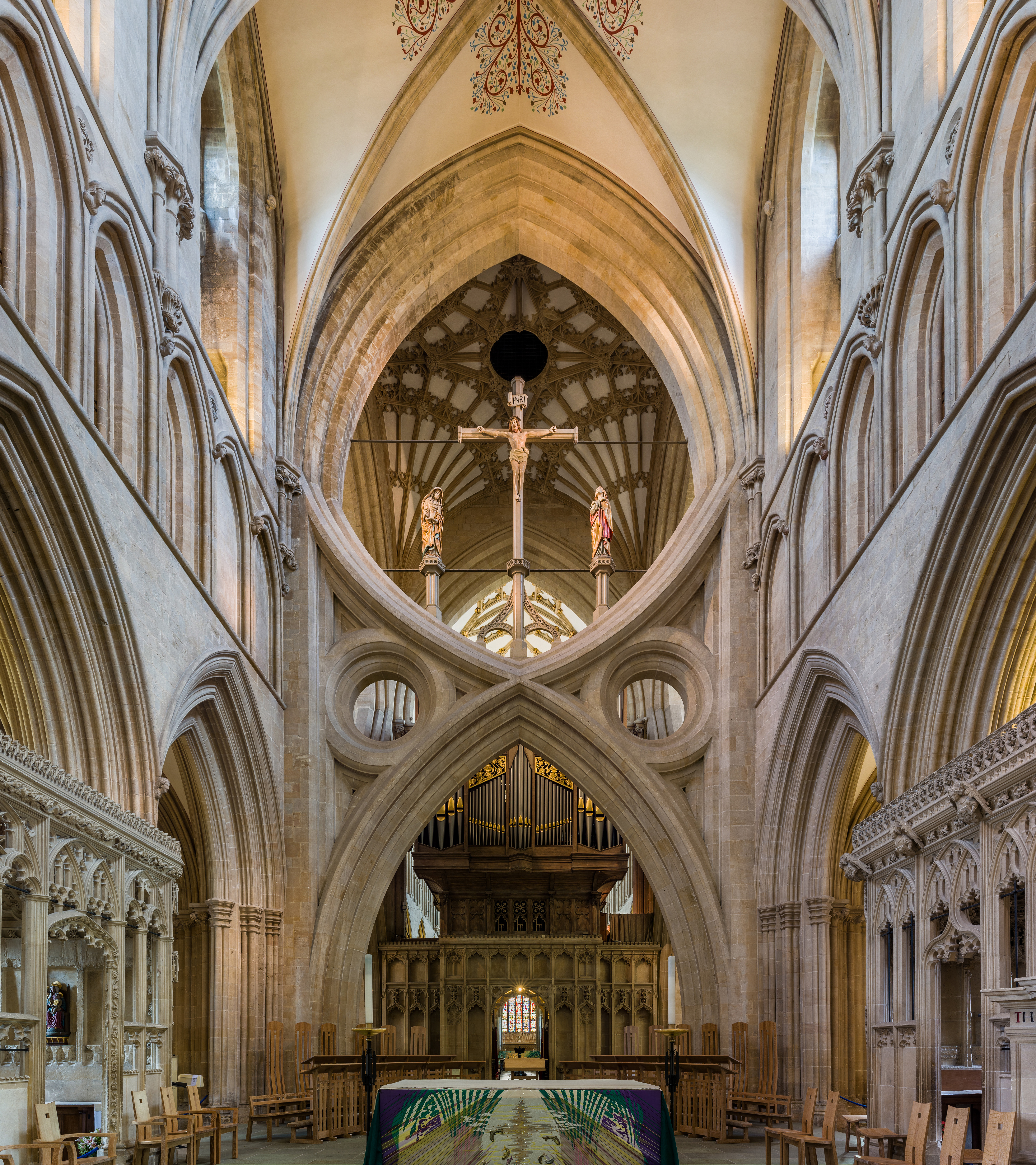
Scherenbogen des Langhauses

Ursprünglich war für die Kathedrale von Wells kein Vierungsturm vorgesehen. Dieser wurde erst zwischen 1315 und 1322 unter Bischof John Drokensford vom Baumeister Thomas of Witney errichtet. Nach dem Vorbild von Salisbury hatte er ursprünglich einen hohen Helm, der jedoch 1439 einem Brand zum Opfer fiel und nicht erneuert wurde.
Bald musste man feststellen, dass die Masse des Turms zu einer Senkung des Bodens führte, und daher stabilisierende Maßnahmen notwendig wurden. Dies führte um 1338 zur Konstruktion der berühmten Scherenbögen („scissor arches“), die allgemein dem Baumeister William Joy, der seit 1329 in Wells tätig war, zugeschrieben werden. Allerdings ist die Quellenlage nicht eindeutig, und erst für die Jahre 1354 und 1356 liegen Nachrichten über die Errichtung der berühmten Bögen vor, was Joy als verantwortlichen Architekten ausschließen würde.
Die in der gesamten Architekturgeschichte einzigartigen Scherenbögen sind eine Verstärkung der Vierungspfeiler durch kräftig profilierte Strukturen, die unter drei der Vierungsbögen eingezogen sind und sowohl das Langhaus wie die beiden Querschiffsarme visuell von der Vierung abgrenzen. Allein die Ostseite zum Chor hin besitzt keinen Scherenbogen.

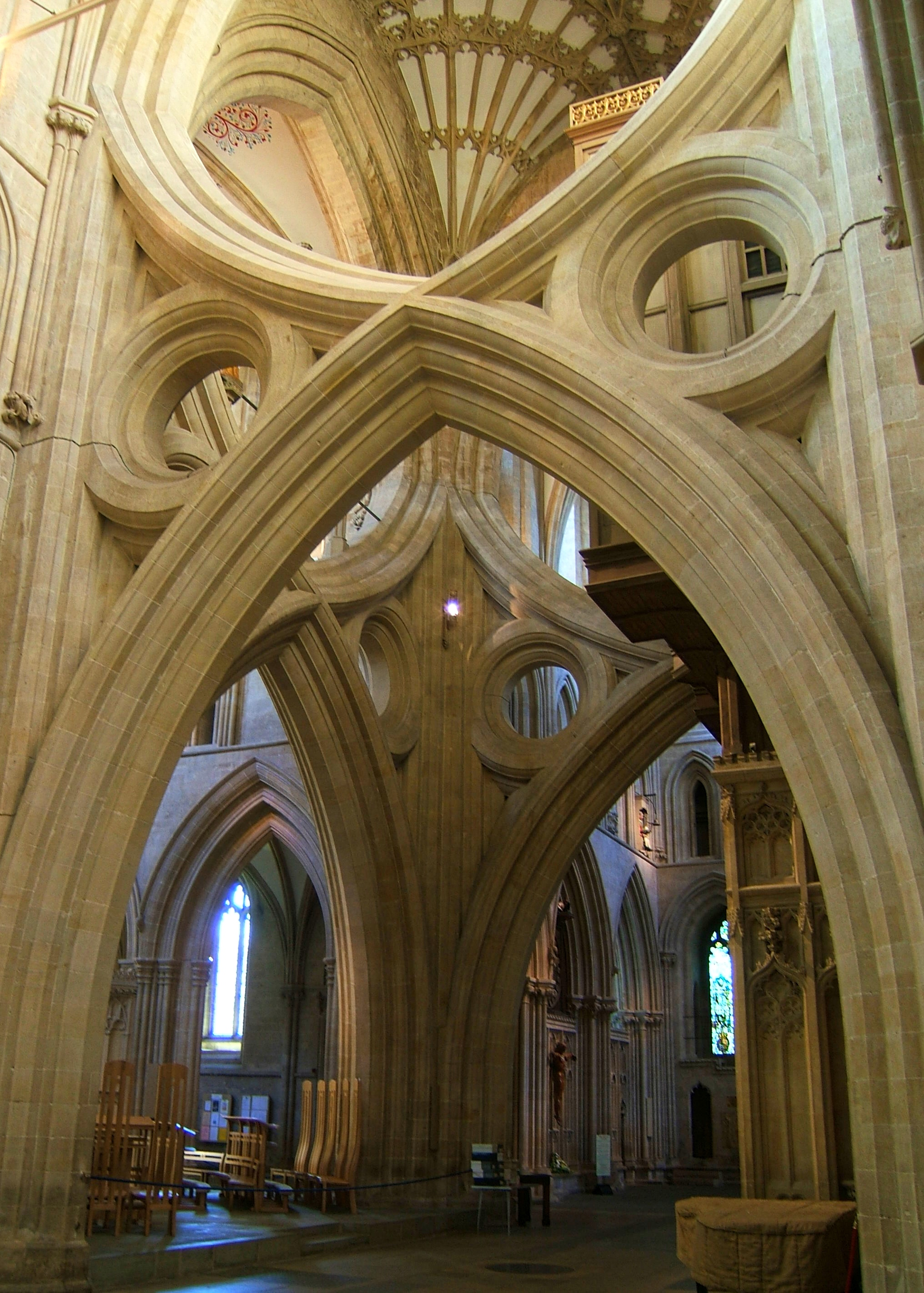
Scherenbögen vom Querhaus gesehen

Anschaulich kann ein Scherenbogen als einander durchdringende S-Schwünge beschrieben werden oder als ein auf den Kopf gedrehter Spitzbogen auf einem aufrecht stehenden. Zudem ist eine beabsichtigte Anspielung auf das Kreuz des Apostels Andreas, dem die Kirche geweiht ist, möglich. Die Stützmaßnahmen führen zu einer klar getrennten, aber von komplexen Durchblicken charakterisierten Raumstruktur. Der für den Gesamteindruck wichtigste Scherenbogen des Langhauses nimmt zudem die Linien der Wandgliederung auf und konzentriert sie in dem beidseitig von Oculi flankierten Kreuzungspunkt.
Moderne Experimente legen es nahe, dass die Scherenbögen von Wells für eine Stützfunktion überflüssig wären und die weniger auffälligen Hilfsmaßnahmen von Strebebögen in den Wänden des Obergadens ausgereicht hätten; dies hat jedoch für die historische Entwicklung keinerlei Bedeutung.

### Astronomische Uhr

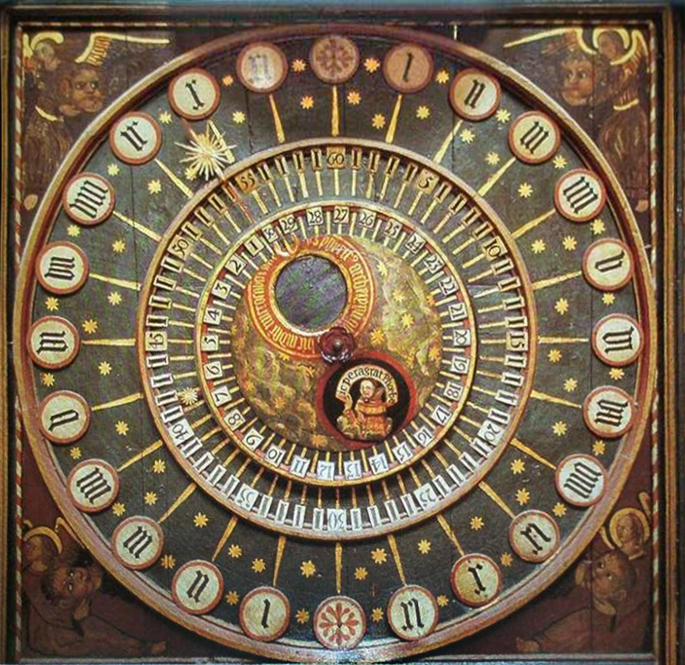
Die Astronomische Uhr

Im nördlichen Querhaus befindet sich seit dem späten 14. Jahrhundert eine bedeutende astronomische Uhr. Das Zifferblatt zeigt 24 Stunden an, Minuten, Mondmonate und andere astronomische Daten und gehört damit nach der Uhr in Ottery St Mary zu den ältesten erhaltenen Kirchenuhren.

### Kreuzgang
Der weitläufige Kreuzgang wurde in der zweiten Hälfte des 14. Jahrhunderts errichtet. Das Innenfeld hat die Maße 55 × 38 Meter. Die Kreuzgangflügel zeichnen sich durch große Einheit des Gliederungsmaßstabes sowohl an den Gewölben als auch an den Wänden aus.

### Klostergebäude

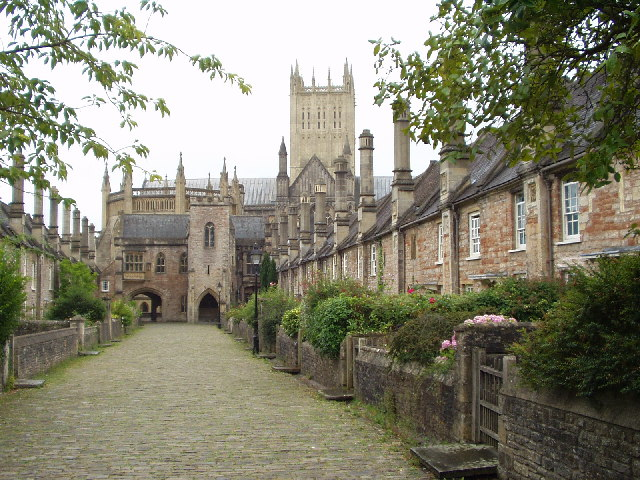
Wells, Vicar’s Close

Im 14. Jahrhundert wurde direkt neben der Kathedrale im Norden eine geschlossene Siedlung von 42 Reihenhäusern von Bischof Ralph von Shrewsbury als Wohnung für die Stiftsherren gebaut (Vicar’s Close). Er wollte den Chorherren eine sichere Bleibe abseits von den Versuchungen der Stadt bieten. Er hatte sowieso ein gespanntes Verhältnis zu den Bewohnern von Wells, hauptsächlich wegen der Steuern, die er eintreiben ließ. Deswegen hielt er es auch für nötig, das Abteigelände mit hohen Mauern und Zugbrücken zu umgeben. Diese Anlage ist später nur wenig verändert worden. Die Wohnhäuser stehen sich in zwei Reihen gegenüber. Jedes Haus besitzt einen oberen und einen unteren Raum und einen kleinen Garten. Um von diesem „Modelldorf“ ohne jede Gefährdung in die Kathedrale gelangen zu können, wurde sogar eine überdachte Brücke gebaut.

## Orgel

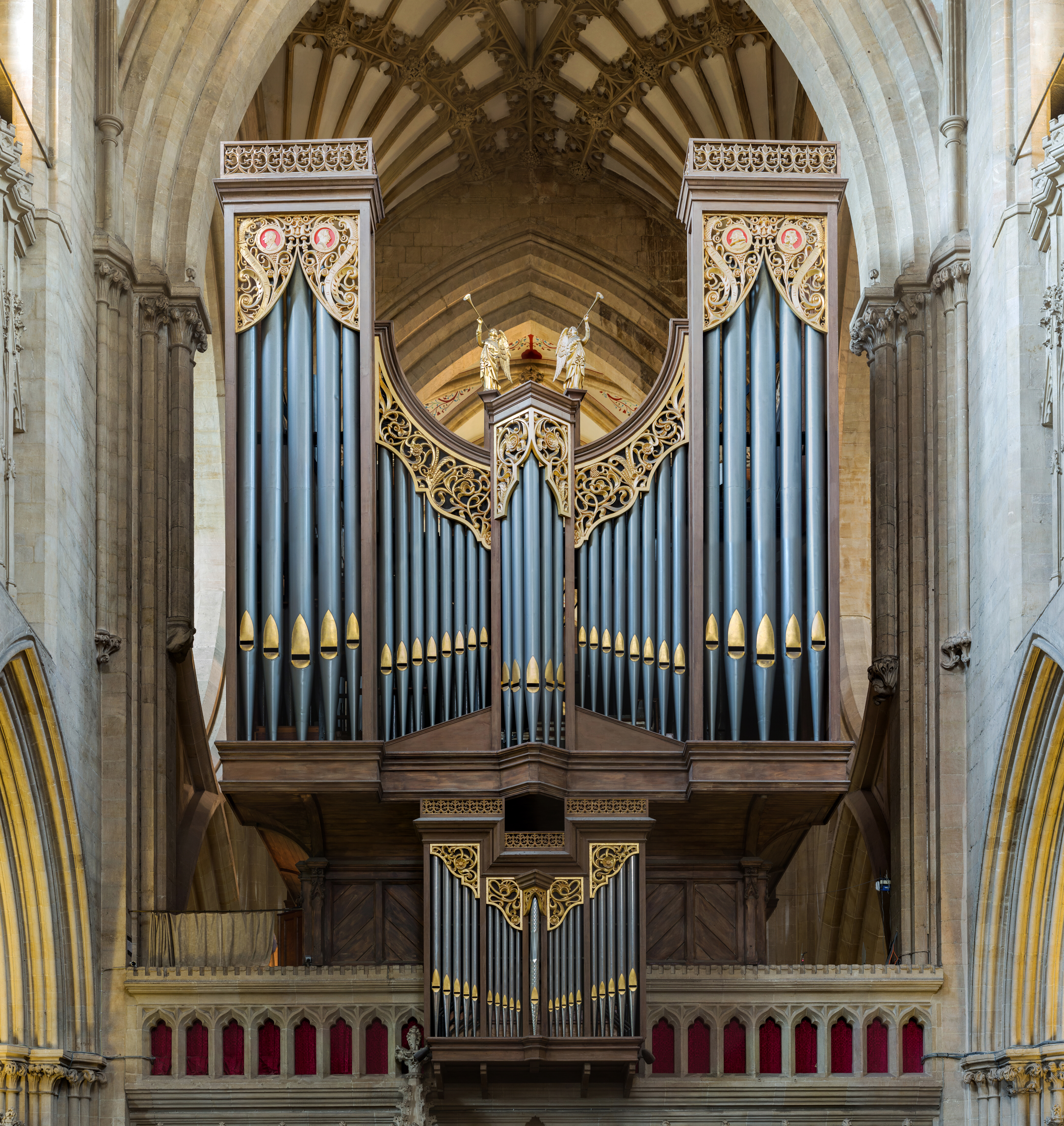
Orgelprospekt

Die Orgel wurde 1909/1910 von den Orgelbauern Harrison & Harrison erbaut. 1973 wurde das Instrument restauriert, um ein neues Werk (Positive Organ) erweitert und neu intoniert. 2002 wurde eine neue elektronische Setzeranlage installiert. Das Orgelgehäuse stammt aus dem Jahre 1974. Das Instrument hat 67 Register auf vier Manualen und Pedal. Die Trakturen sind elektro-pneumatisch.
| I Choir C–c4    |    |
| Open Diapason   | 8′ |
| Salicional      | 8′ |
| Claribel Flute  | 8′ |
| Gemshorn        | 4′ |
| Stopped Flute   | 4′ |
| Piccolo         | 2′ |
| Octavin         | 1′ |
| Sesquialtera II |    |
| Mixture III     |    |

| I Positive C–c4 |        |
| Rohr Flute      | 8′     |
| Principal       | 4′     |
| Open Flute      | 4′     |
| Nazard          | 2 ⁄3′  |
| Gemshorn        | 2′     |
| Tierce          | 1 3⁄5′ |
| Larigot         | 1 ⁄3′  |
| Cimbel          | III    |
| Cromorne        | 8′     |
| Solo Tuba       | 8′     |

| II Great C–c4    |       |
| Gross Geigen     | 16′   |
| Open Diapason I  | 8′    |
| Open Diapason II | 8′    |
| Stopped Diapason | 8′    |
| Principal        | 4′    |
| Wald Flute       | 4′    |
| Twelfth          | 2 ⁄3′ |
| Fifteenth        | 2′    |
| Fourniture IV    |       |
| Cymbale V        |       |
| Cornet II-V      |       |
| Double Trumpet   | 16′   |
| Trumpet          | 8′    |
| Clarion          | 4′    |

| III Swell C–c4   |     |
| Lieblich Bourdon | 16′ |
| Open Diapason    | 8′  |
| Lieblich Gedeckt | 8′  |
| Echo Gamba       | 8′  |
| Vox Angelica     | 8′  |
| Principal        | 4′  |
| Lieblich Flute   | 4′  |
| Fifteenth        | 2′  |
| Mixture          | III |
| Oboe             |     |
| Tremulant        |     |
| Contra Fagotto   | 16′ |
| Trumpet          | 8′  |
| Clarion          | 4′  |

| IV Solo C–c4       |     |
| Contra Viola       | 16′ |
| Viole d’Orchestre  | 8′  |
| Viole Octaviante   | 8′  |
| Harmonic Flute     | 8′  |
| Flauto Traverso 4′ |     |
| Orchestral Oboe    | 8′  |
| Tremulant          |     |
| Tuba               | 8′  |

| Pedal C–g3    |         |
| Open Diapason | 16′     |
| Geigen        | 16′     |
| Sub Bass      | 16′     |
| Quint         | 10 2⁄3′ |
| Principal     | 8′      |
| Flute         | 8′      |
| Nazard        | 5 1⁄3′  |
| Fifteenth     | 4′      |
| Stopped Flute | 4′      |
| Open Flute    | 2′      |
| Mixture IV    |         |
| Ophicleide    | 16′     |
| Posaune       | 8′      |
| Schalmei      | 4′      |